# Magelanka skalna
Magelanka skalna (Chloephaga hybrida) – gatunek roślinożernego ptaka z rodziny kaczkowatych (Anatidae), zamieszkujący Patagonię i Falklandy. Nie jest zagrożony wyginięciem.

## Systematyka
Wyróżnia się dwa podgatunki C. hybrida:
- C. hybrida hybrida – południowe Chile, południowa Argentyna.
- C. hybrida malvinarum – Falklandy.

## Występowanie
Lato: południowa Patagonia, południowe Chile i archipelag Ziemia Ognista. Zimą migruje nieznacznie na północ. Na Falklandach żyje populacja osiadła.

## Morfologia

### Rozmiary
Długość ciała: 52–65 cm
Masa ciała: 2–2,5 kg 
Podgatunek kontynentalny (C. h. hybrida) jest mniejszy od podgatunku falklandzkiego (C. h. malvinarum).

### Wygląd
Osobniki dwóch płci tego gatunku bardzo różnią się wyglądem. 
Samiec ma nieco większe rozmiary niż samica. Jest zupełnie biały oprócz czarnego dzioba i pomarańczowych nóg i stóp. 
Samica ma czekoladowobrązowe górne partie ciała, głowę i szyję. Jej brzuch pokrywają naprzemienne białe i czarnobrązowe paski. Pióra ogona, podogonie i część ciała znajdująca się pod skrzydłem są białe, zaś lotki pierwszego rzędu, na końcach skrzydeł – czarne. Dziób różowy, nogi pomarańczowe. Wokół obu jej oczu widać cieniutkie białe obręcze. 
Młode obu płci przypominają samicę. U młodych samców w pierwszą zimę życia głowa, szyja i górne części tułowia stają się białe. Zaś w drugą zimę samce bieleją prawie zupełnie. 

## Ekologia
SiedliskaSkaliste lub kamieniste wybrzeża. Często w pobliżu przybrzeżnych lagun słodkowodnych.
Lęgi Gniazdo leży na ziemi wśród bujnych traw bądź krzewów. Samica składa 5–8 jaj, w październiku, listopadzie. Wysiaduje 30 dni, podczas gdy samiec strzeże gniazda. Oboje rodzice opiekują się młodymi. Pisklęta usamodzielniają się po ok. 2 miesiącach, a są dojrzałe po dwóch latach.
PożywienieŻeruje chodząc wzdłuż kamienistych plaż, poszukując wyrzuconych przez fale lub odkrytych odpływem wodorostów.

## Status
Międzynarodowa Unia Ochrony Przyrody (IUCN) uznaje magelankę skalną za gatunek najmniejszej troski (LC – Least Concern) nieprzerwanie od 1988 roku. Globalny trend liczebności uznawany jest za stabilny, choć trendy liczebności niektórych populacji nie są znane. Zagrożenie dla gatunku mogą stanowić wycieki ropy.